# スコットランドの氏族

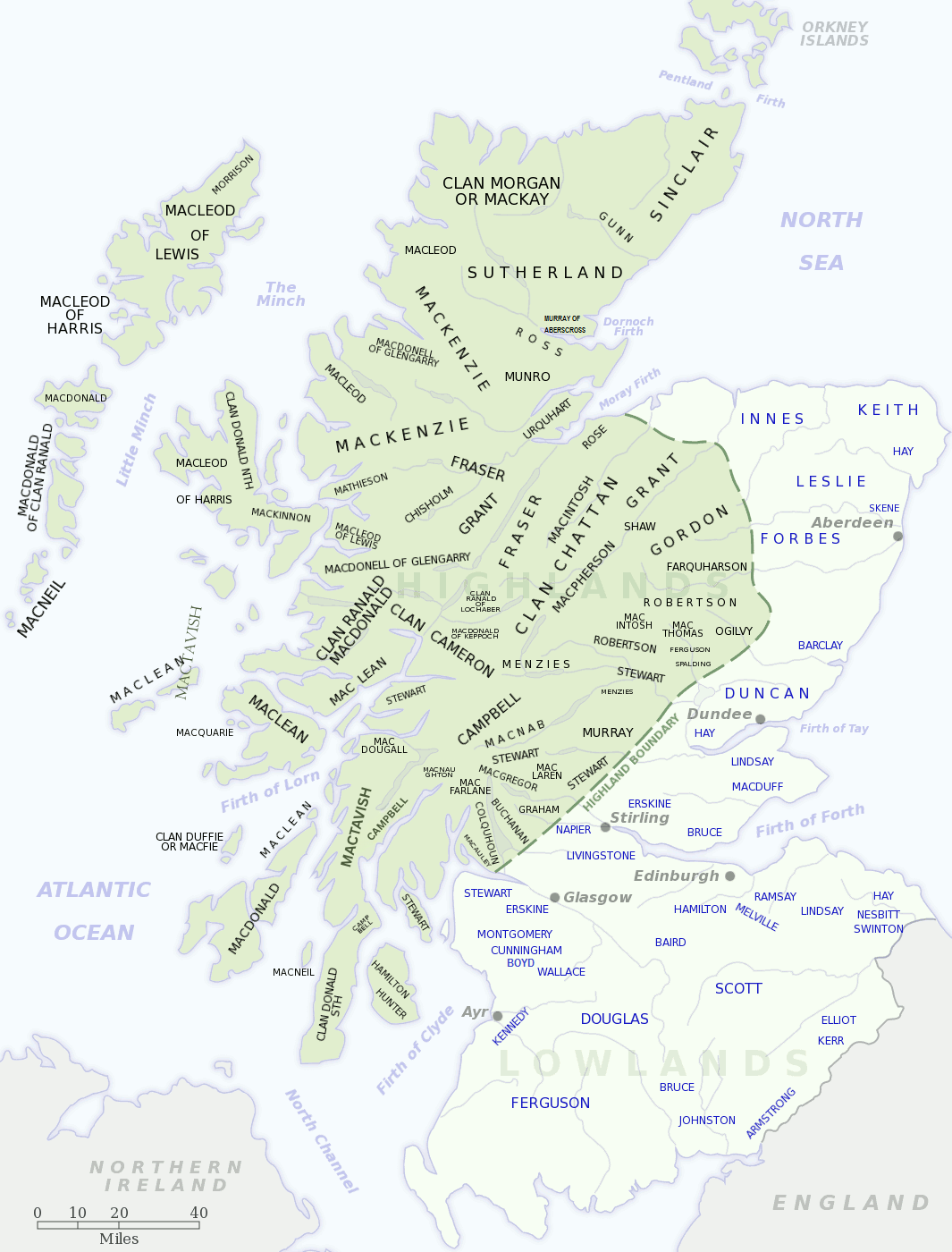
スコットランドの氏族分布地図（クリックで拡大）。緑の地域がハイランド、薄緑色がローランド

スコットランドの氏族（スコットランドのしぞく、英語: Scottish clans）は、中世から近世のスコットランドにおける社会制度であり、現在も続く社会的・文化的伝統である。各氏族の長は氏族長と呼ばれる。ゲール人・ノース人など多様な民族的混淆の中から作られ、アルバ王国など代々のスコットランド王朝の宗主権のもと高度な自治を維持していた。氏族制度は18世紀に解体するが、ロマン主義を契機に19世紀、それまでとは異なるかたちで再生した。各氏族の紐帯は現在まで受け継がれ、クランに属するクランタータンはスコットランド文化の象徴となっている。

## 風土
氏族制度が広汎にゆきわたったハイランド地方は、寒冷な気候と急峻な崖や山岳地帯に阻まれ、ブリテン島の他地域に比べて著しく不便な交通状態にある。島の外に視点を移せば、東はスカンジナビア、西は島嶼部とアイルランドに挟まれた地域になっている。陸続きであるブリテン島南部からの往来はむずかしかったが、海からハイランドに渡ることは難しいことではなかった。
比べてローランド地方は比較的傾らかな地形で、ハドリアヌスの長城で区切られてはいたものの、イングランドに開かれていた。したがってイングランドやスコットランド中央政府の影響を受けやすく、スコットランドの産業化においては先進地域となった。その一方で、ハイランド同様アイルランドにも近かった。

## 歴史

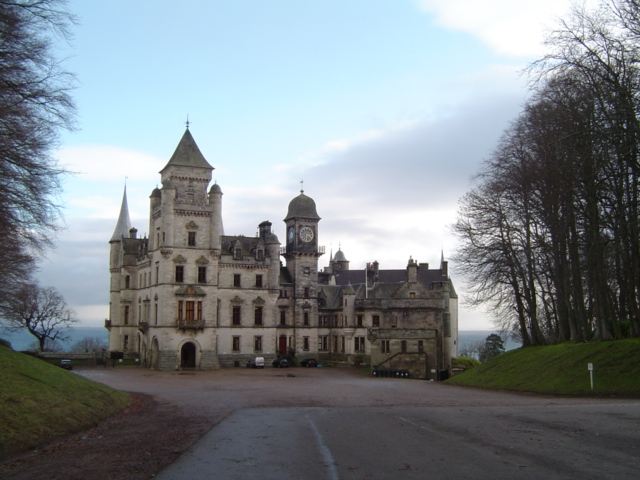
サザランド氏族の拠点ダンルービン城

ハイランドとローランドで大きく分かれる地理的条件から、西からゲール人、南からブリトン人・アングル人、北からノース人といった多種にわたる民族が流れ込んできた。混じりあった諸民族は各々の文化を融合させ、独自の自治制度すなわち氏族制度を作り上げた。各氏族は10世紀から12世紀ごろにかけて成立したが、特に氏族制度が行き渡ったのは隔絶した地理条件を持つハイランド地方であった。

### 起源
ゲール語の"clann"は、子供たち (children) を意味する。各々の一族は共通の祖先の子孫で、近所に住む者同士のグループから始まった。当初は核となる大きな氏族に小さな氏族が従属する形をとっていたが、これらの氏族は次第にまとまり、相互扶助のために強固な一氏族となった。氏族のルーツはいくつかの類型に分類されるが、明らかでない氏族も多い。しばしば氏族名の頭につく「マク (Mac, Mc)」はゲール語で息子（mac）を意味し、時代を経るに従い「子孫」の意味を有するに至った。マクドナルド (MacDonald) はドナルド (Donald) の息子（子孫）ということになる。
1. 5世紀にアイルランドを治めていた上王（high king）の系譜につらなるとする氏族。マクスウィン氏族、ラモント氏族、マクニール氏族などがこれにあたる。
2. ケルト神話の神々の子孫であるとする氏族。キャンベル氏族やマクドナルド氏族などはフィニアン伝説のフィン・マックールを祖先であるとしている。
3. 843年にスコットランドを統一したアルバ王国の王ケネス・マカルピンを祖先に持つとする氏族。マキノン氏族、マグレガー氏族などである。
4. スカンジナビアから渡来してきたノース人の勢力に連なるとする氏族。マクダグラス氏族などがこれであり、マクドナルド氏族はノース人の血も入っている。

そのほか、ノルマン人勢力が祖先であるとする氏族、アングル人の王の末裔と主張する氏族など、そのルーツは様々である。しかしこうした起源は文字史料など信頼できる証拠が少なく、多くは伝承の域を出ていない。

### 中世の氏族

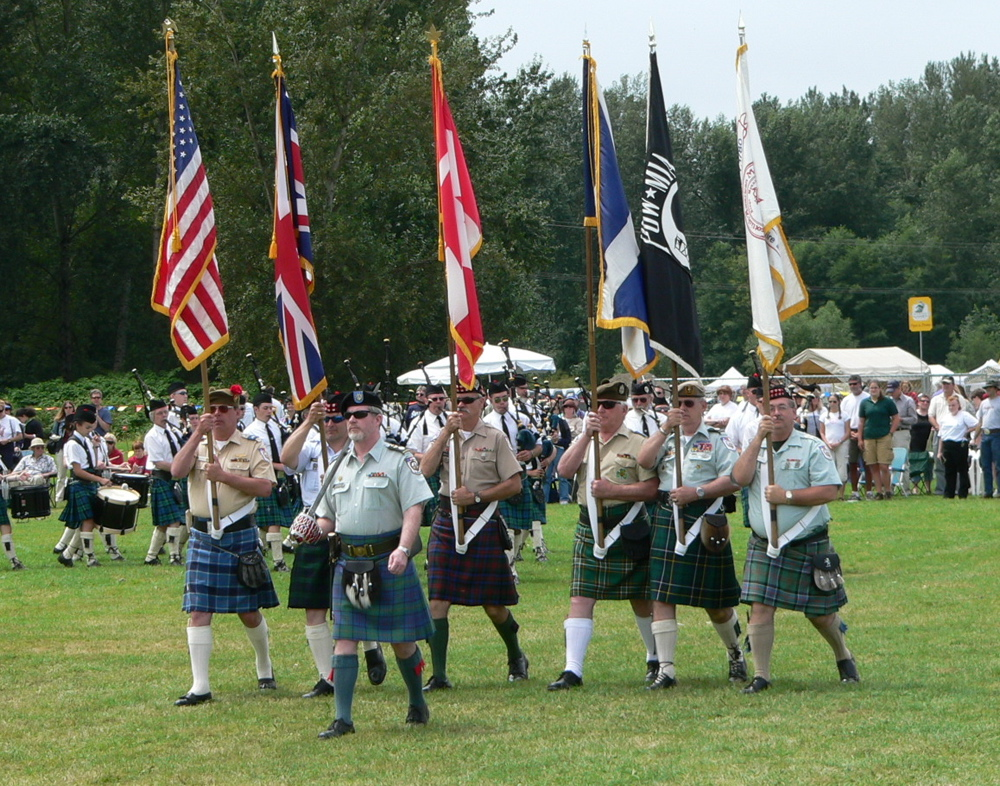
ハイランド・ゲーム。ハイランドの氏族たちが一堂に会して競技・祝祭を行う。このなかからハンマー投など、いくつかのオリンピック種目が生まれた。

12世紀から13世紀ごろに氏族が出揃うと、氏族は名目上はエディンバラのスコットランド王朝に従いつつも、ほぼ完全な自治権を有した。各氏族は互いに勢力争いを繰り返したが、統一氏族ができることはなかった。それぞれの氏族は厳密には異民族同士であり、恭順や取り込みという工作ができなかったためであり、また本気で敵対氏族を滅ぼすという発想もなかったためである。彼らの抗争は、境界線をめぐる小競り合いに止まっていた。
ダスカス（氏族の領地）の所有をめぐって、氏族間で争いになることがしばしばあった。自分の氏族に属すると思われていた農民が、他の氏族に地代を徴収されたりするという例が多く、こうした諍いが戦争に発展することになった。また、若者は通過儀礼として敵対氏族から牛を盗んでくる掟になっていた。かくしてハイランド地方の氏族社会は、諍いの種に尽きなかった。
また、スコットランド外側との関わりもあった。テューダー朝イングランドと対立していたアイルランドのゲール人勢力は、西岸地域の氏族を巻き込んでイングランドに相対した。しかしステュアート朝のジェームズ6世の時代に大規模なアイルランド植民政策がとられ、17世紀にはアイルランドとのつながりは薄れていった。
止まない紛争に、氏族たちは法律の整備で決着をつけようと試みた。牛泥棒の慣習は違法とされ、係争の和解のために家畜を贈ることが定められた。これは一定の成果をあげたが、これを守らない貴族もまた多く、氏族の法を破って盗賊集団と化する者もたびたび現れた。彼らはカテラン（caterans）と呼ばれた。カテランたちはグループをなして行動し、各地で略奪行為を働いたが、一方で屈強な兵士という評判も高く、ローランドの有力者に傭兵として抱えられることもあった。
一方で、ハイランド・ゲームという祝祭も催された。これは12世紀ごろにその起源が遡るとされるが、各氏族が集まって剣闘や重量挙げなど最強の戦士を決めるコンテストであった。定期的に行われたのか、継続して行われたのか、またどのような競技があったのかなど、その歴史については不明の部分が多い。廃れた時期もあったが、18世紀後半に『オシアン』による氏族復活劇が興ると、その波に乗って復活し民族の伝統行事の地位を得た。

### 内戦とジャコバイティズム

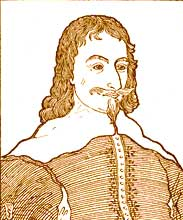
キャンベル氏族長の初代アーガイル侯爵アーチボルド・キャンベル。キャンベル氏族は伝統的にイングランドとの関係が強く、氏族の間では不人気だった。

17世紀に三王国戦争が始まると、氏族達は国民盟約を結成した。盟約は領域を広げようとするキャンベル氏族の長アーガイル侯やサザランド氏族らに支持され、チャールズ1世に叛旗を翻し、スコットランドの支配を目指した。中立を維持する氏族たちはグラハム氏族出身のモントローズ侯につき、長老制教会組織が維持される限りにおいてチャールズ1世を支持した。こうしてスコットランド氏族は二つに割れ、内戦が始まった。
スコットランドの内戦は1644年から1647年にかけて起こった。国王を支持するドナルド氏族らもモントローズ侯に与して戦ったが、この内戦はアーガイル侯側の勝利に終わった。スコットランドは一時的に盟約による自治政府がつくられたが、1660年に王政復古が成るとアーガイル侯とその領袖は処刑された。
1682年、ジェームズ王子はハイランドの平和を維持するために氏族委員会を作った。氏族委員会は各氏族長によって構成され、これによってハイランドにようやく平和が訪れた。ジェームズが王位に就いたとき、ハイランド人はジェームズ2世を熱烈に支持した。
1688年、イングランド議会によってジェームズ2世が追放（名誉革命）されると、ハイランド氏族たちは激しく反発、ジェームズ2世の復権を主張して革命に反発した。ジェームズ2世を支持する人々という意味からジャコバイトと名付けられた彼らは、盟約を結成してイングランド議会に公然と叛意を示した。

### 氏族制度の解体
ジャコバイトの勢力が広がりつつあるハイランドに対して、スコットランド政府はジャコバイトを盗賊集団と決めつけて距離をおいた。ジャコバイトはその後しばらくスコットランドで広がりを見せたが、1745年ジャコバイト蜂起におけるカロデンの戦い（1746年）で惨敗を喫し、参戦したジャコバイトの氏族長たちはその勢力を大きく削がれ、領地を失い、国外に逃れるものもいた。イングランド政府は再発防止のため禁止法（Act of Proscription）を制定した。この法によってハイランドに軍を常駐させて監視し、武装解除され、軍隊などの例外を除きキルト、タータン、バグパイプ、ハイランド・ゲーム、ゲール語の使用にいたるまで禁止となった。この法は1782年に解かれるが、氏族の影響力は壊滅的打撃を受けた。
その後、氏族長や貴族たちは地主としてイングランドの上流階級とその社会に取り込まれていった。イングランド的であることがよいこととされ、イングランドの慣習を取り入れようと競った。富裕なハイランド人は富と洗練度を求め、それは労働者や農民への収奪につながった。さらにイングランドで牛肉や羊肉の需要が高まると、その価格も上昇し、地代に跳ね返った。地代の高騰は農民たちの生活を直撃し、北アメリカ植民地など海外への移住を決意する者が続出した。氏族制度は、遅れた前近代的な制度という見られ方に変わっていった。

### 『オシアン』による「再生」

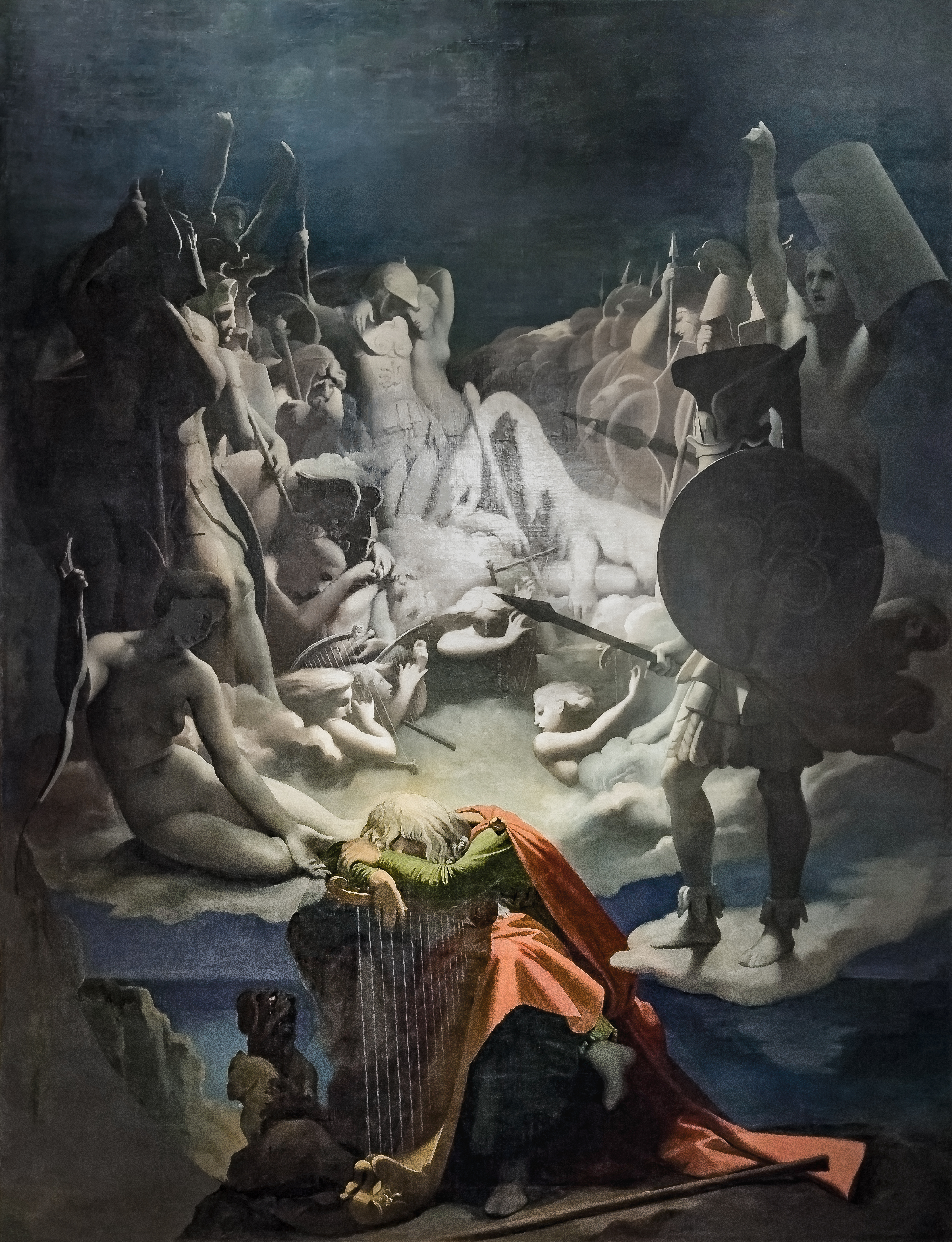
ドミニク・アングル画『オシアンの夢』
『オシアン』はヨーロッパ中で流行し、ロマン主義文学の先駆となったが、イングランド人たちの間では捏造説がささやかれた。

18世紀中盤には氏族制度は過去のものとなり、スコットランドにも近代化の波が押し寄せるが、一人の詩作家によって劇的な変化がおこった。ジェイムズ・マクファーソンの詩集『オシアン』がそれである。1760年に『オシアン』はハイランドに伝わるゲール語民間伝承を再構成して英訳出版したものであったが、その美しさは全ヨーロッパの知識人たちを驚愕させ、ロマン主義の浸透に火をつけた。スタール夫人やシャトーブリアンらは『オシアン』を絶賛し、ナポレオンは愛読書として携行した。未開で野蛮と思われたスコットランドに、ダンテにも劣らぬ崇高で美しい物語が存在したことは、ジャコバイトの敗北で打ちひしがれるスコットランド人たちに新たな誇りをもたらした。
スコットランドの人々は、これをきっかけに失われた誇りを取り戻す運動を始めた。キルトが伝統的な民族衣装となり、各人まちまちであったタータン柄は氏族ごとに統一された。氏族制度が不徹底だったローランド地方にも氏族が確立され、氏族に名を連ねることがスコットランド人の名誉となった。折しも海外へ移民を進めたスコットランド人たちは、移民先でも氏族への帰属意識を忘れなかった。世界各地で氏族の支部がつくられ、総本部の城では毎年、氏族の集まりが開かれるようになった。この習慣は限定的だが、現代にも続いている。

## 社会・文化

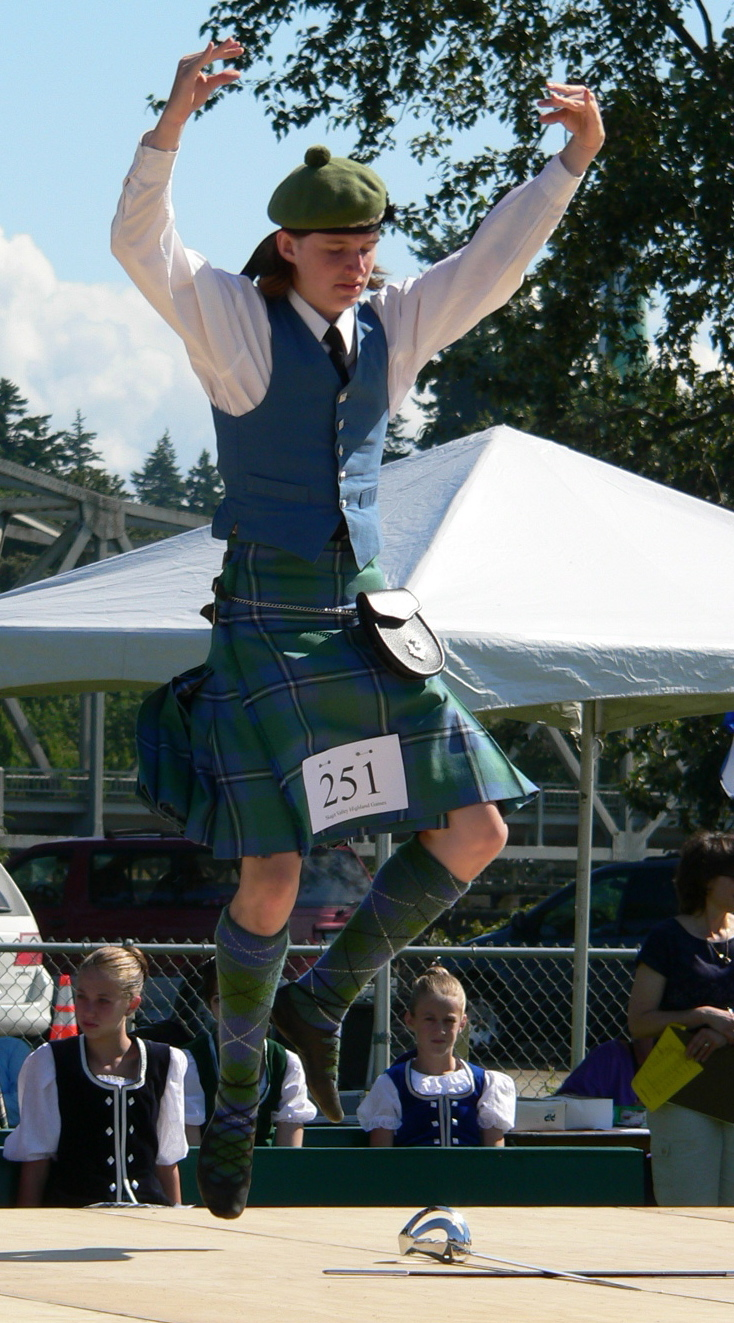
キルトを着て踊る人

ハイランドの氏族システムは、ノース人およびケルト人の文化のみならず、ノルマン的封建社会を取り入れてつくられた。氏族長（チーフ）や小王はそれぞれの氏族の集会の選挙によって決められ、ゲール人アルバ王国の宗主権のもと地方支配を許された。氏族長になるためには、死を迎えつつある現氏族長の指名を受けて候補者となる必要があった。そしてタニストリーとよばれる首領選定制度にのっとって候補の中から選ばれた。この仕組みは選挙制度と世襲制度をうまく釣り合わせたもので、封建的原則のもと実質上は合意に基づく長子相続であった。ダスカスと呼ばれた氏族の財産・遺産は、これを保持する氏族長および貴族階級が氏族民から受託されたものとされ、そのなかで長は権威づけられ、氏族と氏族民の土地を守る義務を負った。各氏族はそれぞれに法典をつくり、氏族長の権威の正統性を証明する文書として機能した。

### 法的手続
何らかの係争や犯罪があった場合、氏族のなかで仲裁が行われた。原告・被告がそれぞれに貴族に申し立てを行い、氏族長が議長となって法廷を開いた。同様に氏族間で係争が起こった場合、長どうしが代表判事として法廷に出席し、同席する貴族はそれぞれ同数と定められていた。裁判の結果は記録され、賠償・制裁を命じられた側はそれに逆らうことを許されなかった。このときに定められる賠償・量刑は、被害者の年齢や地位および犯罪であればその性質を総合的に考慮して定められた。そして補償ないし執行がひとたび行われれば、その件は完全に終わったとされ、さらに補償を求めたり復讐行為におよんだりすることは固く戒められた。こうした係争・裁判を迅速に処理するために、氏族たちは友好条約をむすび、共通の制度を導入することもあった。

### 氏族社会の絆
氏族内で子どもは、幼少のうちに里子に出された。これによって多くの大人がたくさんの子どもに接することになり、氏族内の結びつきを強める働きをした。氏族長の子は有力貴族の家で育てられた。実の親は里親に養育の費用を払うこともあった。これはのちにイングランド政府から禁じられるが、この慣習は衰えなかった。また、「カルプ」（貢納・相続税制度）も氏族維持の機構のひとつとなった。家長が死亡したとき、氏族長への忠誠の証として自発的に納められた。また氏族内の婚姻にあたっても、花嫁・花婿の嫁入り・婿入りとして金貨や家畜が贈られた。

### 氏族社会の運営
氏族の税制は地代収入とカルプ（貢物）によって成り立っていた。氏族内の土地で耕作する家には地代とカルプが、外の土地に住む者にはカルプのみが課された。下級貴族は割り当てられた地域を運営するだけでなく、農民に作物の種子や農具を貸し与え、ローランドに家畜や作物を売りにいく行商の助けをした。この行商は次第に栄え、家畜商人たちの中には富をえる者も現れた。豪商は貴族たちの負債を引き受ける代わりに地所を譲り受け、地主となった。
氏族社会には兵役をはじめとする動員制度も持っていた。結婚式や葬式、ハイランド・ゲームおよび戦争にいたるまで、氏族長の命令によって動員された。この動員制度によって、ハイランド氏族は高度な独立性と団結力を維持しえた。スコットランド政府も16世紀後半から、各氏族との協力関係を重視するようになった。氏族長たちに公債を買ってもらい、かわりに領土を政府が安堵した。政府はその一方で、氏族長たちに定期的にエディンバラに来るよう求めた。彼ら氏族長を不在地主化させ、氏族とのつながりを弱めるねらいからであった。

### クラン・タータン

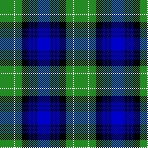
タータン

ヴィクトリア朝時代の「タータン熱」以来、特定のクランに属し、特定のクランを示す「クラン・タータン」はスコットランドのクランの重要な要素となっている。タータンの着用やそのデザインならびに命名は自由だが、クランのタータンを「公式に」定める権限は族長の仕事と考えられている。リヨン卿がそのタータンをスコットランド紋章院に登録したように、実際に族長がそのクランのタータンを登録した例もあり、これはタータンが紋章に並ぶクランの権威ある意匠であることを示している。
その一方で、クランに固有のタータンがあるという考えは18世紀後期において行き渡ったものでもある。タータン自体はその起源は5世紀のアイルランドにもさかのぼり、それもヨーロッパ大陸のケルト人がもたらした可能性が示唆されているが、スコットランドにおける記録に確認されるタータンは、傭兵隊などごく限られた団体において同じものを着用する以外、地域による色の傾向こそあれ、その柄は人によりさまざまであり、クランに対応するものではなかった。
ハイランド協会がクラン名に対応するタータンを決め始めたのは1815年のことで、その多くのクラン・タータンは19世紀の『Vestiarium Scoticum』という本を参考に登録されている。この本はソビエスキ・スチュアート兄弟の著作で、クランタータンの古写本の複製として売られたが、内容は完全な創作だった。のちに偽物であることが明らかとなったが、その本が起源となって、今も使われているクラン・タータンも多い。

## 日本の氏族（家門）との相違点
スコットランドの氏族と日本の戦国大名に代表される氏族は、英語圏では共に"clan"と呼ばれ、家族的地域コミュニティとして並んで論じられる場合がしばしばある。なんらかの関連があるわけではないが、両者は家系ごとにまとまって勢力をなし、宗主権の下に他の氏族（Clan）をと勢力争いをしていたという点、時代にもよるが、分家の過程によって絆が薄まってゆき、時代が下るとまったく別の家となったり、時には同族で争ったり、逆に他の氏族を勢力下に加えたり点でも類似性が見られる。
しかし、スコットランド氏族に比べて日本の氏族は緩やかな集合体であり、またスコットランドの氏族は指名と承認によって氏族長が決められたが、日本の氏族は嫡子相続を原則とするものの、他の諸子による下克上（又は分家による下克上もある）も可とする実力社会だった。こうした違いはあるものの、海外、特に英語圏においては、「スコットランド氏族」と「中国の氏族」、並びに守護大名・戦国大名など「日本の氏族」が同列に論じられる風潮は現在も続いている。